# Rachel Baes
Pour les articles homonymes, voir Baes.
Rachel Baes née le 1er août 1912 à Ixelles et morte le 8 juin 1983 à Bruges, est une artiste peintre et photographe surréaliste belge.

## Biographie
Fille du peintre Émile Baes, Rachel Baes commence très jeune à peindre et subit l'influence de l'expressionnisme flamand. Elle expose en 1929 à Paris au Salon des indépendants, et au Salon des surindépendants. Sa passion amoureuse, à partir de 1935, pour le nationaliste flamand Joris Van Severen, fondateur en 1931 du parti d'extrême droite Verdinaso, ne s'interrompt pas à sa mort en 1940, fusillé par des soldats français, qui la laisse brisée.
En 1945, elle rencontre, à Paris, Paul Eluard qui préface sa première exposition et se tourne vers le surréalisme. Le tableau Schéhérazade que peint René Magritte en 1947 est son portrait. Elle rencontre Pablo Picasso, Jean Cocteau et Paul Léautaud. Elle publie en 1951 ses entretiens avec ce dernier, et Léautaud s'opposera de façon formelle, dans une lettre du 4 décembre 1952,, à ce qu'elle publie sa prose érotique. D'aucuns considèrent que Baes est la dernière maîtresse de Léautaud, mais les avis des chercheurs divergent fortement à ce sujet.
Rachel Baes fut par ailleurs la compagne du poète surréaliste Hermann Toussaint van Boelaere, fils du poète flamand Fernand Victor Toussaint van Boelaere. 
Elle bénéficie du soutien d'André Breton et réalise deux autres expositions en 1953 et 1956. Marcel Lecomte, Paul Colinet, Louis Scutenaire et Irène Hamoir écrivent sur sa peinture.
Rachel Baes s'installe définitivement à Bruges en 1961. Elle expose en 1966 au Palais des Beaux-Arts de Bruxelles et publie à Anvers Joris van Severen, une âme. En 1976, Louis Scutenaire et Tom Gutt préfacent son exposition à Bruxelles à la galerie Isy Brachot. 
Elle est enterrée à Abbeville auprès de Van Severen.

## Publications
- Joris Van Severen, Une Âme, Zulte, Éditions Oranje, 1965.
- Trois entretiens avec Paul Léautaud, chez l'auteur, tirage à 19 exemplaires, 1949.
- Journal (Au Père Lachaise avec Paul Léautaud, 1953), tirage à 19 exemplaires, Paris, 1958.

## Œuvres dans les collections publiques
- Bruxelles, Musée Magritte :
  - Madame Veto (Marie-Antoinette), 1965, huile sur toile ;
  - La Trame des ancêtres (Beffroi de Bruges), 1962, huile sur toile ;
  - Sans titre (Princesse à la longue chevelure), dessin encre de chine sur papier.
- Charleroi, BPS22, Musée de l'Art de la province de Hainaut.